# Bob l'éponge : Silence on tourne !
Bob l'éponge : Silence on tourne ! (SpongeBob SquarePants: Lights, Camera, Pants!) est un jeu vidéo d'action, développé par THQ, sorti sur Xbox, GameCube, PlayStation 2, Game Boy Advance et Windows le 18 novembre 2005 mettant en vedette Bob l'éponge. Sur Xbox, GameCube et PlayStation 2, le jeu consiste à faire des mini-jeux du style Mario Party. Sur Game Boy Advance, c'est un jeu de plates-formes et sur Windows un jeu d'aventure.

## Histoire
Bikini Bottom est en émoi ! Le producteur Gill Hammerstein tourne un épisode spécial des « Nouvelles aventures de l'Homme Sirène et de Bernard l'Hermite » dans notre ville sous marine préférée. Bob l'éponge et les autres habitants font des pieds et des mains pour impressionner les découvreurs de talents qui ont concocté une audition comportant une série de défis des plus animés pour tester les candidats. Neuf rôles sont à attribuer, allant du cascadeur au super-méchant chacun représentant un pas vers la gloire. Carlo verra-t-il enfin son nom briller en haut de l'affiche ? Patrick retiendra-t-il son texte ? Bob l'éponge est-il vraiment prêt pour ce gros plan ? Ne zappez pas, fidèles téléspectateurs, pendant que Bikini Bottom découvre les dessous du show-business !

## Voix originales
- Tom Kenny : Bob l'éponge, Gary, Narrateur
- Bill Fagerbakke : Patrick
- Rodger Bumpass : Carlo, Squok
- Clancy Brown : Mr. Krabs
- Carolyn Lawrence : Sandy
- Mr. Lawrence : Plankton, Larry, Johnny Elaine
- Mary Jo Catlett : Mme Puff
- Jill Talley : Karen
- Joe Alaskey ; L'Homme Sirène
- Tim Conway : Bernard L'Hérmite
- Bob Joles ; Man Ray
- Charles Nelson Reilly : Dirty Bubble
- Nolan North : Gill Hammerstein
- Dee Bradley Baker : Jenkins, Bubble Bass, Squilliam Fancyson, K2vin C. Cucumber, Don

## Accueil
- Jeuxvideo.com : 12/20 (PS2/GC)[1] - 9/20 (PC)[2] - 10/20 (GBA)[3]